# Catopyrops complicata
Catopyrops complicata är en fjärilsart som beskrevs av Butler 1882. Catopyrops complicata ingår i släktet Catopyrops och familjen juvelvingar. Inga underarter finns listade i Catalogue of Life.